# Ullånger
Ullånger – miejscowość (tätort) w Szwecji w gminie Kramfors w regionie Västernorrland. Około 606 mieszkańców.